# Кушавера (деревня)
Кушавера — деревня в Хвойнинском муниципальном округе Новгородской области.

## География
Находится в северо-восточной части Новгородской области на расстоянии приблизительно 13 км на юго-восток по прямой от районного центра Хвойная.

## История
Была отмечена ещё на карте 1840 года как Кушавера (Петропавловской). В 1910 году здесь (погост Боровичского уезда Новгородской губернии) было учтено 10 дворов. До 2020 года входила в Дворищинское сельское поселение до его упразднения. Имеется Троицкая церковь. 

## Население
Численность населения: 38 человек (1910 год), 10 (русские 100 %) в 2002 году, 7 в 2010.